# Gemeindezentrum Neuhermsheim

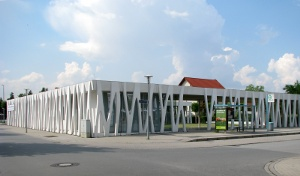
Gemeindezentrum Neuhermsheim

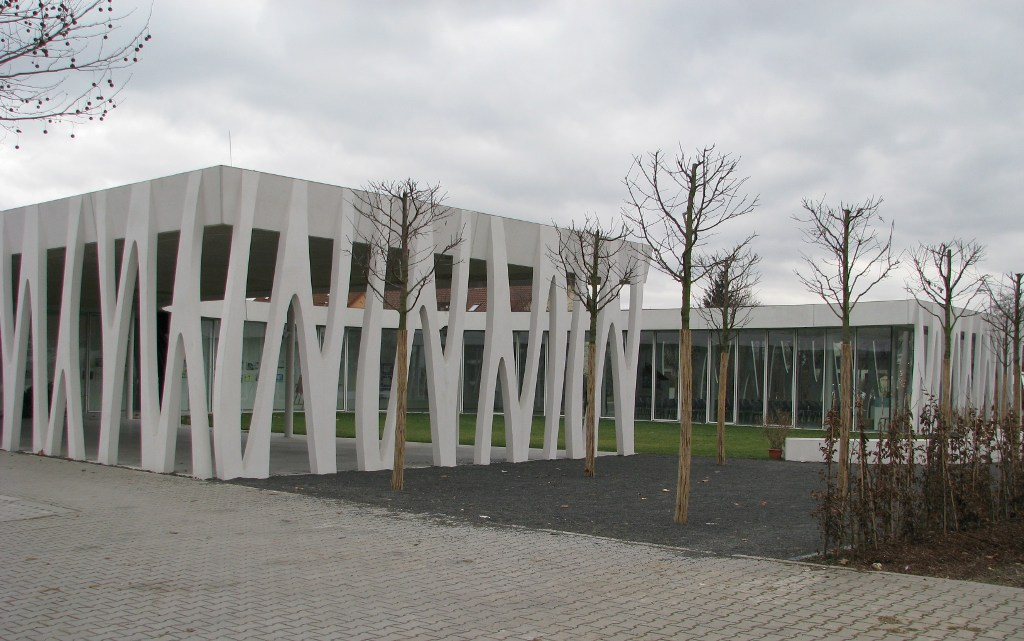
Ansicht von Nordosten mit Einschnitt zum Hof

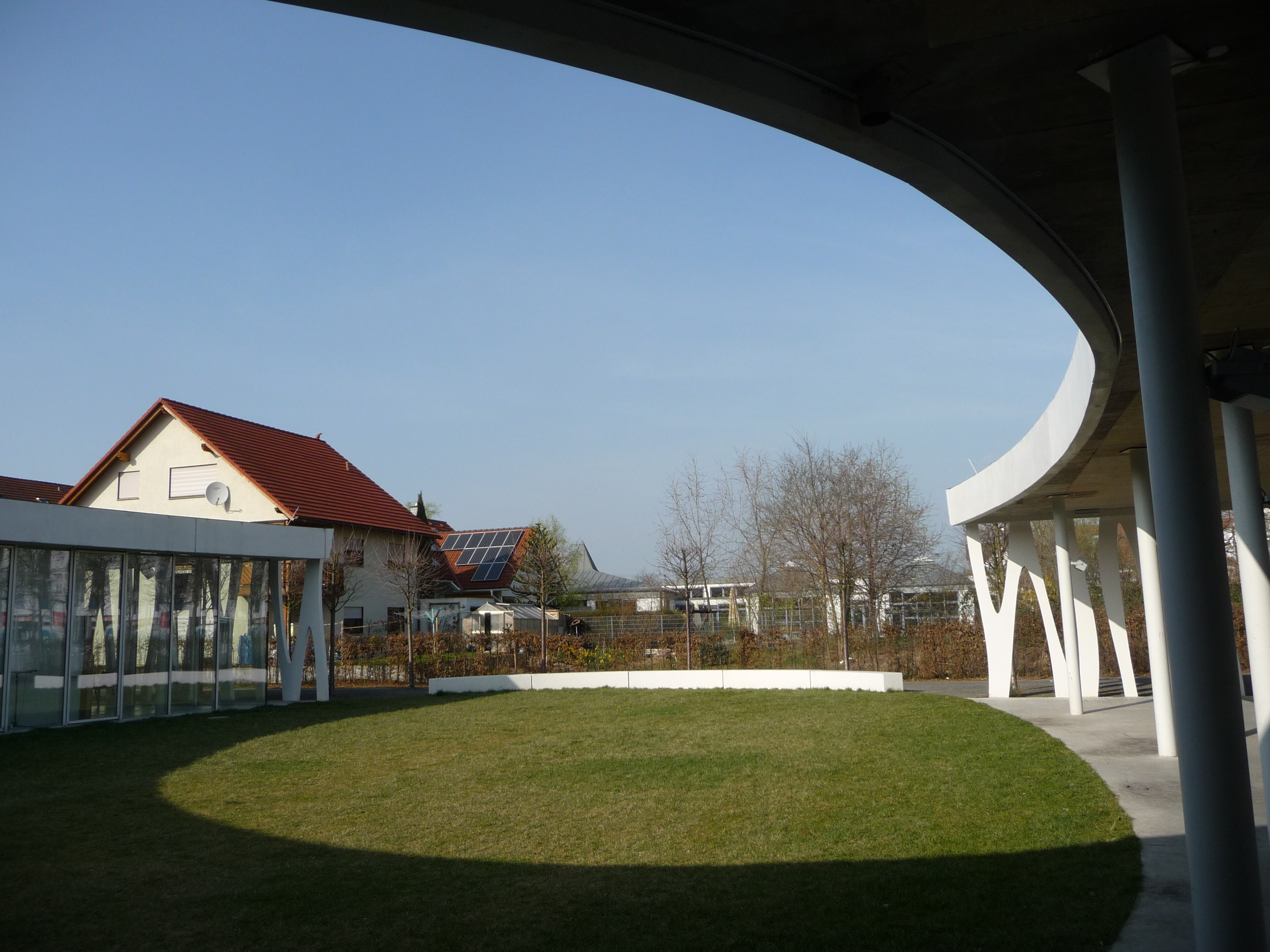
Der ovalförmige Innenhof

Das Gemeindezentrum Neuhermsheim ist ein evangelisches Sakralbauwerk im Mannheimer Stadtteil Neuhermsheim. Es wurde zwischen 2006 und 2007 erbaut.

## Geschichte
Neuhermsheim steht in der Tradition des untergegangenen Dorfes Hermsheim, das 771 im Lorscher Codex erstmals urkundlich erwähnt und im 13. Jahrhundert aufgegeben wurde. Auch eine Kirche gab es bereits im alten Hermsheim. Die neuzeitliche Bebauung des heutigen Stadtteils begann 1930. In den 1920er und 1930er Jahren entstanden mehrere Siedlungen in Mannheim, so auch Neuhermsheim, die abseits der bestehenden Wohnbebauung angelegt wurden. Die notwendige Infrastruktur war anfangs nur unzureichend, so war auch für die kirchliche Versorgung der Evangelischen, im nach dem Zweiten Weltkrieg bereits 1.000 Einwohner zählenden Neuhermsheim, die Thomaskirche in Neuostheim zuständig.
Ende 1952 wurde dann eine kleine Holzkirche in Neuhermsheim am Husarenweg aufgestellt. Sie war ursprünglich von der Schweiz als Feld- bzw. Heereskirche beschafft worden, kam aber nie zum Einsatz. Nach dem Krieg wurde sie vom Ökumenischen Rat in Genf gekauft, der Konkordiengemeinde in Mannheim-Innenstadt gestiftet und im Quadrat R 2 aufgebaut. Nachdem die Konkordienkirche wiederhergestellt war, kam die Holzkirche schließlich nach Neuhermsheim.
Über die nächsten Jahrzehnte blieb die Bevölkerungszahl nahezu konstant, 1985 beispielsweise gab es 1.068 Einwohner, so dass die evangelische Gemeinde keine Notwendigkeit sah, das Provisorium aufzugeben. Zu Beginn der 1990er Jahre jedoch beschloss der Mannheimer Gemeinderat, Neuhermsheim nach Osten mit einem großen Neubaugebiet zu erweitern. Und so entschloss sich die Evangelische Kirche 2003 zum ersten Mal seit 1982 zum Neubau eines Gotteshauses in Mannheim. Sie lobte einen Architektenwettbewerb aus, deren Jury Helmut Striffler vorsaß. 2006 begann der Bau und im Jahr darauf am 6. Oktober 2007 konnte das Gemeindezentrum von Landesbischof Ulrich Fischer eingeweiht werden.

## Beschreibung

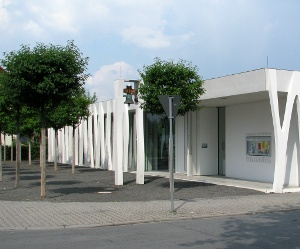
Westseite mit Glockenträger und Baumreihe

Das Gemeindezentrum steht im Zentrum Neuhermsheims am Übergang des Neubaugebiets zur alten Wohnbebauung. Der eingeschossige Bau des Darmstädter Architekturbüros netzwerkarchitekten basiert auf einem rechteckigen Grundriss mit einem hufeisenförmig eingeschnittenen, begrünten Hof. Zweireihige Baumreihen schmücken die Nord- und die Westseite, die beiden anderen Seiten präsentieren sich offen. Die Außenfassade ist geprägt von markanten Betonfertigteilen, die ornamentale Strukturen bilden, während die Hofseite großzügig verglast ist. Unter dem begrünten Flachdach sind Foyer und Gemeindesaal, Gruppenräume und Jugendzentrum vereinigt.
Im Innern lässt ein transluzenter Vorhang die Außenwelt verschwimmen. Den Glasaltar, die Kanzel, den Taufstein und das Holzkreuz entwarf der Bildhauer Ariel Auslender. Die Glocke ist die ehemalige Rathausglocke von Lottstetten. Sie wurde im Jahr 1521 gegossen und befand sich bereits im Dachreiter der hölzernen Notkirche.
Der BDA Baden-Württemberg verlieh 2009 den Hugo-Häring-Preis, womit zum ersten Mal nach 21 Jahren wieder ein Bauwerk in Mannheim und zum ersten Mal überhaupt ein kirchlicher Bau der Evangelischen Landeskirche in Baden mit dem Preis ausgezeichnet wurde.